# Anna Valle
Anna Valle (n. 19 iunie 1975, Roma) este o actriță și fotomodel italian. Ea a fost aleasă în 1995 Miss Italia. Printre filmele mai importante în care ea a apărut se numără:
- 2002: Papa Ioan al XXIII-lea
- 2003: Împăratul Augustus - tatăl meu
- 2003: Soraya